# Curimagua (Venezuela)
Pour les articles homonymes, voir Curimagua.
Curimagua est la capitale de la paroisse civile de Curimagua de la municipalité de Petit de l'État de Falcón au Venezuela.